# Lophiocarpaceae
Classification APG II (2003)
Classification APG III (2009)
Famille
Les Lophiocarpaceae sont une famille végétale introduite par l'Angiosperm Phylogeny Website.
Ce sont des plantes herbacées ou des buissons à feuilles simples, exstipulées, originaires des régions tropicales et subtropicales d'Afrique et d'Asie.

## Étymologie
Le nom vient du genre type Lophiocarpus dérivé du grec λοφίος / lophios, plume, panache, et καρπός / karpos, fruit.

## Classification
La famille des Lophiocarpaceae comprend de un à deux genres qui étaient classés dans la famille des Phytolaccaceae par la classification phylogénétique APG II (2003).
La taxinomie et la phylogénie de cette famille sont incertaines.

## Liste des genres
Selon Angiosperm Phylogeny Website (2 fév. 2017) et NCBI (2 fév. 2017) :
- genre Corbichonia (placé par NCBI sous la famille Aizoaceae)
- genre Lophiocarpus

## Liste des espèces
Selon NCBI (2 fév. 2017) :
- genre Corbichonia
  - Corbichonia decumbens
- genre Lophiocarpus
  - Lophiocarpus burchellii
  - Lophiocarpus dinteri

Selon GRIN (3 mai 2010) :
- genre Corbichonia
  - Corbichonia decumbens (placé par NCBI sous la famille Aizoaceae)
- genre Lophiocarpus
  - pas d'espèce enregistré